# عبدالحسین هراتی
عبدالحسین هراتی سرپرست سابق اداره کل اسناد و مدارک دانشگاه آزاد اسلامی و مشاور فرهنگی، اجتماعی و رسانه‌ای سابق رئیس مجمع تشخیص مصلحت نظام است.
هراتی که مدتی را در استرالیا سپری کرده بود و پس از بازگشت به ایران، به عنوان سرپرست اداره کل اسناد و مدارک دانشگاه آزاد اسلامی منصوب شد که پس از ماجرای نامه‌اش به مهدی کروبی از این سمت برکنار شد. وی در ۳۰ خرداد ۱۳۹۳ بازداشت شد.

## نامه جنجالی به مهدی کروبی
هراتی پس از حوادث انتخابات ۱۳۸۸، در نامه‌ای به مهدی کروبی از اقدامات میرحسین موسوی و وی تقدیر و از  جمهوری اسلامی و عملکرد و افکار روح‌الله خمینی بشدت انتقاد کرد.

## سرپرست اداره کل اسناد و مدارک دانشگاه آزاد اسلامی
در ۲۰ اسفند ۱۳۹۲، طه هاشمی، معاون فرهنگی و اجتماعی دانشگاه آزاد اسلامی طی حکمی عبدالحسین هراتی را به عنوان سرپرست اداره کل اسناد و مدارک دانشگاه آزاد اسلامی منصوب کرد، ولی با بازپخش خبرِ نامهٔ وی به کروبی، طه هاشمی ضمن اعلام اینکه با هراتی آشنایی نداشته و وی را به او معرفی کرده‌اند، در ۲۰ اردیبهشت ۱۳۹۳ از این سمت برکنار شد. طه هاشمی، اعلام کرد:
«علیرغم جواب مثبت استعلام‌های وزارت اطلاعات و حراست دانشگاه آزاد به این نتیجه رسیدیم که به کار آقای هراتی در دانشگاه آزاد پایان دهیم.»

## بازداشت و شکایت مدعی العموم
در ۳۱ خرداد ۱۳۹۳ و مدتی پس از عزل وی از سرپرستی اداره اسناد و مدارک دانشگاه آزاد ، هراتی دستگیر و بازداشت گردید  و سید محمود علیزاده طباطبایی، وکیل خانواده هاشمی رفسنجانی وکالت وی را بر عهده گرفت. او در ۲۷ دی ۱۳۹۳ اعلام کرد که شاکی هراتی، مدعی العموم بوده است.